# 奥列格·巴尔纳
奥列格·斯捷潘诺维奇·巴尔纳（羅馬化：Oleh Stepanovych Barna；1967年4月18日—2023年4月17日），乌克兰人权活动家和政治人物，曾于2014年—2019年担任乌克兰最高拉达议员。俄罗斯入侵乌克兰期间巴尔纳在2023年4月17日和俄罗斯战斗中阵亡。死后追授捷尔诺波尔市荣誉市民。

## 生平
1985年至1987年，巴尔纳在苏联陆军服役。1990年10月，巴纳尔参加了花岗岩革命的绝食活动。
1991年至2014年，巴尔纳在捷尔诺波尔州乔尔特基夫区的雷多杜比和比洛博日尼察担任数学、物理、计算机科学和职前培训老师。同年，他参加捷尔诺波尔州第167选区的议员补选，之后他退出竞选，转而支持谢尔盖·日日科，但日日科后来败选。2002年，巴尔纳 成功当上纳希里安卡市长直至2010年。
巴尔纳还参加了2013年至2014年的欧洲广场起义活动，并于2014年2月18日在马林斯基公园的冲突中受重伤。
2014年乌克兰议会选举，巴尔纳代表
彼得·波罗申科集团“团结”竞选第167选区。他以27.51%的成绩当选议员。在2019年乌克兰议会选举中，巴尔纳代表欧洲团结在第167选区竞选，但未能连任，输给了无党籍弗拉基米尔·赫夫科，后者以22.21%的成绩赢得了该选区。
2014年7月，他加入第128山地突击旅投身顿巴斯战争。
2015年，巴尔纳在议会与总理阿尔谢尼·亚采纽克发生争执。当时他先是向亚采纽克献上鲜花，随后试图将他拖出讲台。
2023年4月17日，有消息称巴尔纳己在俄罗斯入侵乌克兰的战斗中阵亡。4月18日，乌克兰军方发言人证实了巴尔纳的死讯，但同日，波罗申科和巴尔纳的弟弟、乌克兰政治家斯捷潘·巴尔纳表示，他的旅尚未证实他的死讯。第68猎兵旅的发言人表示，巴尔纳己死亡，但还未发现的尸体，因此尚未正式宣布死亡。2023年4月19日，他的死讯得到证实。

## 荣誉
- 三级勇气勋章[12]